# Gabčíkovo
Gabčíkovo (allemand : Bösch, hongrois : Bős) est une ville de Slovaquie situé dans la région de Trnava. Elle s'appelait Beš jusqu'en 1948.
Le village a changé de nom à cette date en hommage à Jozef Gabčík (1912-1942), résistant slovaque qui participa à l’assassinat de Reinhard Heydrich.

## Histoire
Première mention écrite du village en 1264. Depuis le 1er janvier 2016 Gabčíkovo a le statut de ville.

## Démographie

### Évolution de la population
| Année:               | 1994. | 2004.   | 2014.   | 2024.   |
| -------------------- | ----- | ------- | ------- | ------- |
| Nombre de personnes: | 4971  | 5117    | 5397    | 5290    |
| Différence:          |       | +2,93 % | +5,47 % | -1,98 % |

| Année:               | 2023. | 2024.   |
| -------------------- | ----- | ------- |
| Nombre de personnes: | 5268  | 5290    |
| Différence:          |       | +0,41 % |